# Aleksandar Đurić
Aleksandar Đurić (in serbo Александар Ђурић?; Doboj, 12 agosto 1970) è un ex calciatore bosniaco naturalizzato singaporiano, di ruolo attaccante.
In precedenza, aveva gareggiato come canoista per la Bosnia ed Erzegovina, nei primi anni novanta.
È il calciatore singaporiano più prolifico della storia, il trentaseiesimo in tutto il mondo secondo l'IFFHS.

## Carriera
Đurić ha gareggiato per la Bosnia-Erzegovina ai Giochi Olimpici del 1992 a Barcellona nei C1 500m, ma fu eliminato ai ripescaggi.
Ha debuttato con la nazionale singaporiana il 9 novembre 2007 contro il Tagikistan, nella gara di andata del secondo turno delle qualificazioni della AFC ai Mondiali 2010. Il suo ingresso ha avuto un impatto immediato sulla partita: Đurić ha segnato entrambi i gol della vittoria singaporiana per 2-0. Ha continuato a dimostrare una buona forma nelle partite internazionali segnando anche alcuni gol al Libano.
Durante l'amichevole internazionale con il Bahrain, a causa delle assenze di capitano (Indra Sahdan Daud) e vice-capitano (Lionel Lewis), Đurić ha indossato la fascia di capitano della nazionale singaporiana per la prima volta.
Le buone prestazioni di Đurić nella stagione 2007 della S-League gli hanno fatto vincere diversi premi, ed è stato nominato NTUC-Income Player of the Year nella S-League Awards Night 2007.
Ðurić, noto come la macchina da gol, ha ottenuto vari premi anche nel 2008, mantenendo i riconoscimenti di Giocatore dell'Anno e Capocannoniere, ma non ha potuto giocare il resto della Tiger Cup 2008 a causa di un infortunio al perone rimediato contro la Cambogia.
Segna il suo primo gol nella AFC Champions League contro il Suwon Samsung Bluewings, il 19 maggio 2009.
Nel settembre 2009, Đurić dichiara di aver accettato di unirsi al Sriwijaya FC, squadra della massima serie calcistica indonesiana, con un contratto di 110.000 US$ a stagione. Tuttavia, un mese dopo, Đurić ha detto alla stampa di aver, alla fine, declinato l'offerta perché il Sriwijaya aveva provato a cambiare i termini del contratto concordato.
Đurić ha poi firmato per il Tampines Rovers, per la stagione 2010 della S-League.
Oltre che a Singapore, Đurić ha avuto esperienze anche in squadre professionistiche di Cina, Australia e Serbia.

## Palmarès

### Individuale
- Capocannoniere della Singapore Premier League: 3

2007 (37 reti), 2008 (28 reti), 2009 (28 reti)